# Du Quoin
La ville de Du Quoin (en anglais [duːˈkɔɪn]) est située dans le comté de Perry, dans l’État de l’Illinois, aux États-Unis. Sa population s’élevait à 6 109 habitants lors du recensement de 2010, estimée à 5 748 habitants en 2018.

## Démographie
| Groupe            | Du Quoin | Illinois | États-Unis |
| ----------------- | -------- | -------- | ---------- |
| Blancs            | 90,3     | 71,5     | 72,4       |
| Afro-Américains   | 5,9      | 14,6     | 12,6       |
| Métis             | 2,6      | 2,3      | 2,9        |
| Asiatiques        | 0,6      | 4,6      | 4,8        |
| Autres            | 0,4      | 6,7      | 6,4        |
| Amérindiens       | 0,2      | 0,3      | 0,9        |
| Total             | 100      | 100      | 100        |
|                   |          |          |            |
| Latino-Américains | 1,9      | 15,8     | 16,7       |

Selon l'American Community Survey, pour la période 2011-2015, 98,18 % de la population âgée de plus de 5 ans déclare parler l'anglais à la maison, alors que 0,74 % déclare parler l'espagnol et 1,09 % une autre langue.
Le revenu par habitant était en moyenne de 19 662 dollars par an entre 2012 et 2016, largement supérieur à la moyenne de l'Illinois (31 505 dollars), et à la moyenne nationale (29 829 dollars). Sur cette même période, 26,6 % des habitants de Du Quoin vivaient sous le seuil de pauvreté (contre 13,0 % dans l'État et 12,7 % à l'échelle des États-Unis).

## Personnalités liées à la ville
L’acteur Ken Swofford est né à Du Quoin en 1933.
L'écrivaine féministe Alice Curtice Moyer est née à Du Quoin en 1866.

## Source
- (en) Cet article est partiellement ou en totalité issu de l’article de Wikipédia en anglais intitulé « Du Quoin, Illinois » (voir la liste des auteurs).

1. ↑  (en) « Du Quoin, IL Population - Census 2010 and 2000 », sur censusviewer.com.
2. ↑  (en) « Population of Illinois - Census 2010 and 2000 », sur censusviewer.com.
3. ↑  (en) « Language spoken at home by ability to speak English for the population 5 years and over », sur factfinder.census.gov.
4. ↑  (en-US) « U.S. Census Bureau QuickFacts: Du Quoin city, Illinois; Illinois; UNITED STATES », sur Census Bureau QuickFacts (consulté le 25 mai 2018).